# Cucullellidae
Cucullellidae zijn een uitgestorven familie van tweekleppigen uit de orde Nuculanida.